# Genset
Genset est une entreprise créée en 1989 à Paris, en France, par Pascal Brandys, son premier président, Luc d'Auriol et Marc Vasseur, qui fut cotée au NASDAQ et à la bourse de Paris à partir de 1996, avant d'être acquise en 2002 par le laboratoire suisse Serono , lui-même intégré dans le groupe Merck en 2006.
Genset a le statut de marque commerciale de la société Lyonnaise Merck Biodeveloppement,.

## Activités
C'était une startup biopharmaceutique spécialisée dans le décryptage du génome humain. Pascal Brandys a en 1994 engagé Genset, initialement destiné au développement des diagnostics, dans l'aventure de la génomique, considérée comme l'identification des gènes et de leurs fonctions.

## Histoire
En 1994, Genset a ainsi lancé le premier programme permettant d'analyser les séquences du génome humain et en 1997 elle a démarré la construction d'une cartographie des polymorphismes afin d'accélérer l'identification des gènes associés à une maladie. Lors de l'introduction en bourse de 1996, elle a levé 515 millions de francs.
À la fin des années 1990, Genset fait partie avec sa compatriote Transgene des sociétés acquérant une forte capitalisation boursière, avant que celles-ci chutent avec la fin de la bulle internet. La valeur de Genset approche alors du milliard d'euros.
Mais des investisseurs (Oppenheimer Funds, JP Morgan, Groupe Marcel Dassault) s'inquiètent de voir les pertes se creuser : 99 millions de francs en 1998, puis 146 millions en 1999, pour un chiffre d'affaires de 182 millions de francs.
Parallèlement, l'outil technologique de séquençage à haut débit et génotypage voit son utilité diminuer lorsque les chercheurs publics affichent gratuitement leurs données en ce qui concerne les séquences de gènes et que les groupes pharmaceutiques rendent publics leurs travaux sur les variations génétiques. Pascal Brandys avait lui-même averti dès 1998 de ces enjeux, en matière de propriété intellectuelle.
En 2000, la société change donc de stratégie, pour développer les essais cliniques de médicaments, ce qui amène le départ des fondateurs, parmi lesquels Pascal Brandys, son premier président, puis le rachat en 2002 par Serono.
En 2006, Merck lance une offre publique d'achat sur Serono.